# Antrocephalus unmaculatus
Antrocephalus unmaculatus är en stekelart som först beskrevs av Girault 1915.  Antrocephalus unmaculatus ingår i släktet Antrocephalus och familjen bredlårsteklar. Inga underarter finns listade i Catalogue of Life.